# Carl Leibl

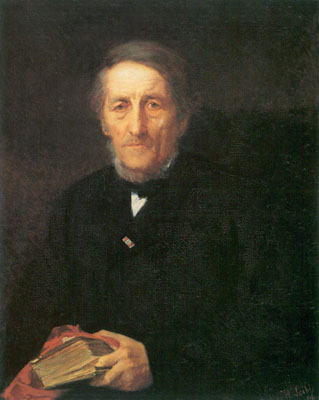
Der Domkapellmeister Carl Leibl, Gemälde von Wilhelm Leibl, 1866

Carl (Karl) Leibl (* 3. September 1784 in Fußgönheim (Pfalz); † 4. Oktober 1870 in Köln) war Musiker, Dirigent, Domorganist und Domkapellmeister in Köln.

## Leben
Carl Leibl entstammt einer bayerischen Beamten- und Wirtsfamilie und erlernte zuerst das Küferhandwerk, bevor er sich der Musik widmen konnte. Als Musiklehrer war Leibl zunächst am Bayrischen Hof tätig.
1826 wurde er Domkapellmeister in Köln und leitete dort den Verein der Dommusiken und Liebhaberkonzerte. Er übernahm im selben Jahr auch die Leitung des Städtischen Singvereins, der sich 1827 mit der Musikalischen Gesellschaft zur neuen Cölner Concert-Gesellschaft zusammenschloss, deren Chor als Gürzenich-Chor noch heute existiert. Diese Gesellschaft unter dem Patronat betuchter Bürger veranstaltete ab 1857 ihre Konzerte im Kölner Gürzenich – daraus ging letztlich auch das heute noch existierende Gürzenich-Orchester der Stadt Köln hervor.
Leibl war zu einer schwierigen Zeit des politischen und gesellschaftlichen Umbruchs aktiv. Durch die Gesetze nach der napoleonischen Besatzung seit 1794 waren die Zünfte aufgelöst sowie geistliche Stiftungen, Klöster und 42 Kölner Kirchen im Zuge der Säkularisation niedergelegt worden. Somit fehlten nun tragende Elemente des städtischen Musiklebens. 1815 wurde die Stadt Köln preußisch. Der folgende wirtschaftliche Aufschwung begünstigte die Entwicklung des Musiklebens, das unter Leibls Leitung professionalisiert wurde. Durch die Teilnahme Kölns an den Niederrheinischen Musikfesten, die 1817 begründet wurden und ab 1821 auch in Köln stattfanden, wurde die Stadt Anziehungspunkt auswärtiger Musiker.

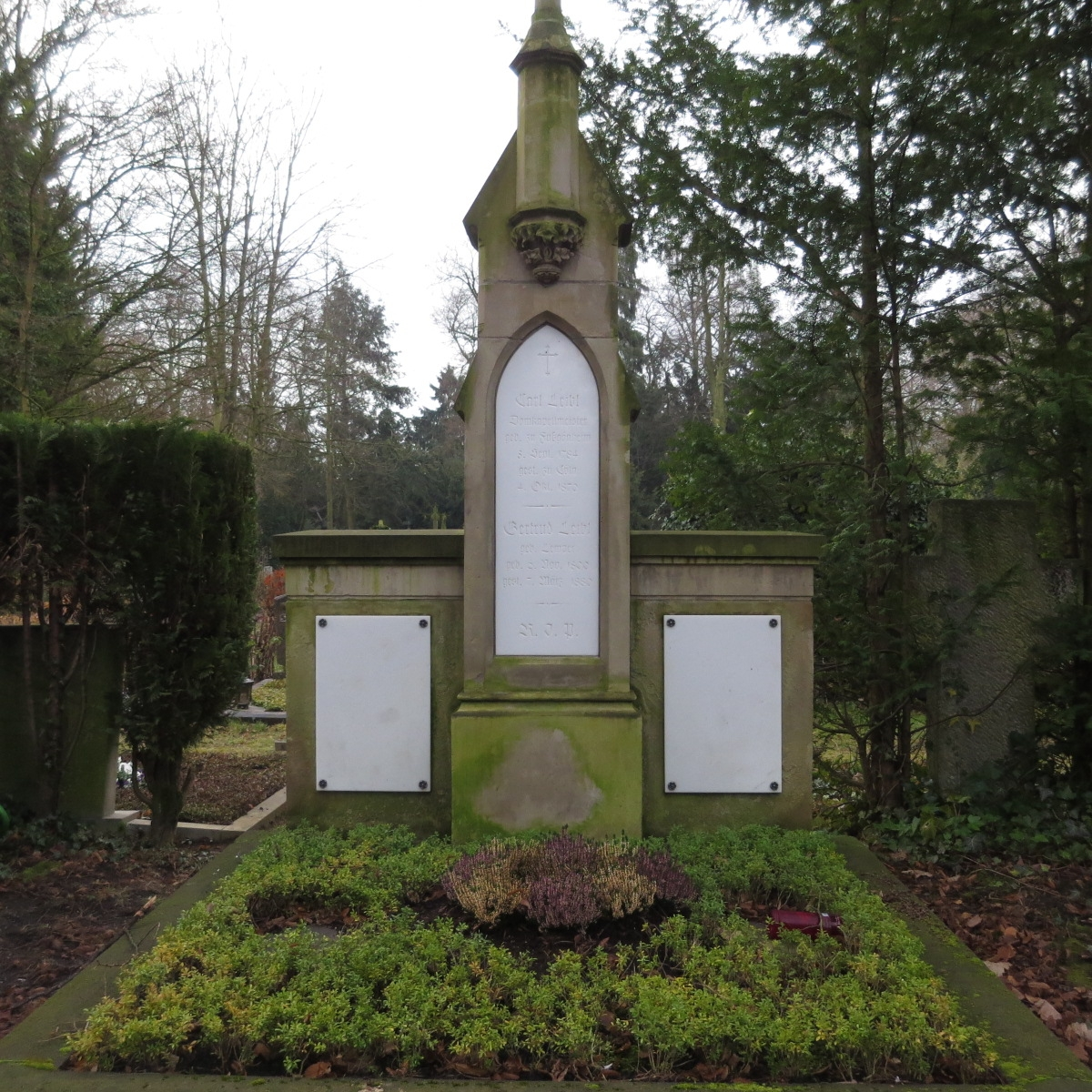
Familiengrab auf dem Kölner Friedhof Melaten

In die Zeit Leibls fallen Aufstieg, Höhepunkt und Ende der klassisch-romantisch geprägten Kirchenmusik am Kölner Dom im 19. Jahrhundert. 1863 sorgte die Reformbewegung des Cäcilianismus auch in Köln dafür, dass orchesterbegleitete Chormusik untersagt wurde. Auch das musikalische Mitwirken von Frauen im Gottesdienst als Chor- oder Solosängerinnen wurde untersagt.
Die  Musikalien der Kölner Domkapelle sind als Musikaliensammlung Leibl ein Schatz der Diözesanbibliothek Köln.
Leibl war verheiratet mit Maria Gertrud Lemper, Tochter des Jakob Lemper, Professor am Gymnasium Montanum in Köln, und der Anna Catharina Franziska Blanck.
Eines der sechs Kinder des Ehepaares Leibl war der Maler Wilhelm Leibl, der 1844 geboren wurde. Die Familie wohnte in Köln in der Sternengasse 22.
Seine Grabstätte befindet sich auf dem Kölner Friedhof Melaten (Lit. L, zwischen HWG und Lit.P).
In Köln-Lindenthal wurde der Leiblplatz nach ihm benannt.

## Werke
- Festkantate zur Feier der Grundsteinlegung für den Fortbau des Kölner Doms 1842; erschienen in der Reihe Denkmäler rheinischer Musik
- Messen, darunter Messe Nr. 3 Es-Dur, im Erstdruck herausgegeben von Eberhard Metternich in der Reihe Denkmäler rheinischer Musik
- Propriums-Vertonungen für Chor und großes Orchester
- Kantaten
- Karnevalslieder (z. B. Jerum-Melodie)